# Marie, Contesă de Flandra
Marie Luise Alexandrine Karoline (n. 17 noiembrie 1845, Sigmaringen, Baden-Württemberg, Germania – d. 26 noiembrie 1912, Brussel, Comunitatea Francofonă din Belgia⁠(d), Belgia) a fost prințesă Hohenzollern-Sigmaringen și mama regelui Albert I al Belgiei.

## Familie
Marie Luise a fost fiica Prințului Karl Anton de Hohenzollern-Sigmaringen, prim-ministru al Prusiei și al Prințesei Josephine de Baden. A fost sora regelui Carol I al României și mătușa regelui Ferdinand al României.
La 25 aprilie 1867, la Berlin s-a căsătorit cu Prințul Filip, Conte de Flandra, al doilea fiu al regelui Leopold I al Belgiei și al Louisei-Marie de Orléans.